# Люблинский район (Москва)
Люблинский район — бывший район в Москве.

## Описание
Здание райисполкома и РК КПСС находилась по адресу: Люблинская улица, дом 53. Район получил своё имя от города Люблино. Территория находится в пределах от 2-й улицы Машиностроения, юго-восток Москвы, до МКАД. Соприкасается с левым берегом реки Москвы.
Общая площадь 5506 гектар, площадь зелёного массива 1295 гектар, воды 314 гектар. Количество людей на 1978 год насчитывает 214 тысяч. Площадь на 1978 год была крупнейшей в Москве.
Основные дороги: улицы Люблинская и Шоссейная, Волгоградский проспект.

## История
Земля застроена с 1950-х-1960-х годов. В 1960 году превалирующая часть района принадлежала к структуре Московской области. Люблинский район сформирован в 1968 году.
В 1978 году площадь жилфонда 3202,5 тысяч метров квадратных, в местности располагались 31 рабочих производств: АЗЛК, нефтеперерабатывающий завод, Люблинский литейно-механический завод, энергомеханический завод, комбинат древесно-волокнистых плит, 10 научно исследовательских института, проектных организаций, КБ, Южный порт, Курьяновские станции аэрации, 32 школы, 74 дошкольных образования, 9 больниц, 20 поликлиник, 80 продуктовых и 46 промышленных магазина, 180 точек общепита, культурно-просветительных организации, такие как 20 библиотек, 10 ДК: Дворцы культуры АЗЛК и нефтеперерабатывающего завода, Дворец спорта АЗЛК, Люблинский ПКиО имени Ленинского комсомола.
В 1991 году упразднён.